# Марк Сингър
Марк Сингър (на английски: Marc Singer) (роден на 29 януари 1948 г.) е канадско-американски актьор. Най-известен е с ролята си на Дар във филмовата поредица „Повелителят на зверовете“, както и с тази на Майк Донован в оригиналния сериал „Посетители“ от 80-те години. Той озвучава и Човека-прилеп/доктор Кърк Ленгстром в „Батман: Анимационният сериал“. Негов братовчед е Брайън Сингър.